# Uranoscopus kaianus
Uranoscopus kaianus är en fiskart som beskrevs av Günther, 1880. Uranoscopus kaianus ingår i släktet Uranoscopus och familjen Uranoscopidae. Inga underarter finns listade i Catalogue of Life.